# Ikaruga, Nara
Ikaruga (japanska: 斑鳩町?, Ikaruga-chō) är en landskommun (köping) i Nara prefektur i Japan.  
I Ikaruga ligger flera tempel som ingår i världsarvet Buddhistiska monument i Horyu-ji-området, bland annat Horyu-ji och Horyu-ji.